# Ngô Trung, Tô Châu
Ngô Trung  (tiếng Trung: 吴中区, Hán Việt: Ngô Trung khu) là một khu của thành phố Tô Châu (苏州市), tỉnh Giang Tô, Cộng hòa Nhân dân Trung Hoa. Quận Ngô Trung có diện tích 770 km2, dân số năm 2001 là 590.000 người. Quận Ngô Trung có các đơn vị hành chính gồm 9 nhai đạo. 